# Palais Curtius
Pour les articles homonymes, voir Curtius.
Ne doit pas être confondu avec Grand Curtius.
Le palais Curtius est une demeure patricienne situé dans le quartier liégeois de Féronstrée et Hors-Château. Ce palais est construit entre 1600 et 1610 par Jean De Corte, industriel, marchand et munitionnaire liégeois mais aussi trésorier et fournisseur des armées du roi d'Espagne aux Pays-Bas, universellement connu sous son nom latinisé de Curtius et à qui la principauté de Liège dut l'essor de ses industries au XVIIe siècle.
La maison Curtius, nommée palais Curtius par la population de l'époque impressionnée par les dimensions du bâtiment, est l'exemple le plus représentatif du style mosan. Elle fut restaurée entre 1904 et 1909. 
Elle fait partie du complexe immobilier du musée Grand Curtius et est classée au patrimoine exceptionnel de la Région wallonne. Le palais est situé au no 13 du quai de Maastricht.

## Histoire

### Origine du bâtiment

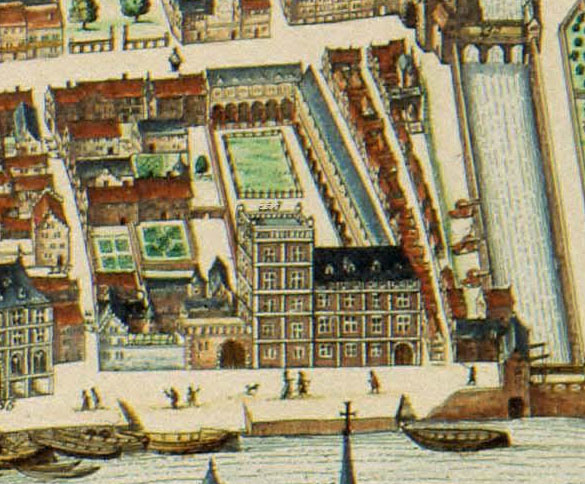
Le Palais vers 1642, état avant la modification de la façade. Carte de J. Blaeu

Le palais Curtius se situe sur un territoire qui faisait partie du territoire claustral de la collégiale Saint-Barthélemy. Jean Curtius a acquis ces terres pour la somme de 3 000 florins. Les travaux se sont déroulés entre 1597 et 1605. 
En 1615, Philippe de Hurges visite le palais et en fait une description très précieuse. En 1616, Jean Curtius quitte son palais pour aller chercher fortune en Espagne, le laissant à son fils Pierre, qui néglige son entretien. En 1627, il le vend au mont-de-piété pour 29 000 florins et une rente annuelle de 636 florins. Le 12 juillet 1628, Jean Curtius meurt en Espagne.
La façade Est est profondément modifiée un peu avant le milieu du XVIIIe siècle, notamment au rez-de-chaussée où les larges baies d'origine sont remplacées par des « accès de service souterrains ».

### Mont-de-piété
En 1628, la propriété est divisée en deux parcelles presque égales : le mont-de-piété va s'installer du côté du quai. C'est ce même mont-de-piété qui construit un étage au porche.
En 1812, à l'occasion de la tourmente révolutionnaire, le mont-de-piété est démantelé. Le palais est alors donné aux hospices civils, dans un état de détérioration avancé. Après de longs travaux, l'édifice est de nouveau habitable en 1818.

### Premier musée
En 1901, avec l'aide de l'Institut archéologique liégeois, le bâtiment passe dans les mains de la ville de Liège, qui va avoir l'idée d'y placer ses collections archéologiques, par la suite agrémentées des collections d'arts décoratifs. Des travaux importants auront donc lieu jusqu'en 1909, année d'ouverture du musée, comme le rempiètement de certaines fondations, la réfection des murs de refend vers les deux pignons (du rez-de-chaussée au deuxième étage), leur ancrage entre eux, ainsi que le dévoûtage de la tour et sa restitution, avec remploi des matériaux d'origine. Les cheminées sont réparées et les fenêtres percées au XVIIIe siècle sur la façade Nord sont remplacées par des baies à meneau semblables aux originales.
Le 14 janvier 1950, le palais Curtius est classé en tant que monument par la Commission royale des monuments et des sites ; en 2009, le bâtiment principal (façades et toitures), les trois porches d'entrée, les deux cheminées du premier étage (1604) et la peinture murale du rez-de-chaussée sont classés au patrimoine exceptionnel de la Région wallonne.

### Dernière restauration
La façade, y compris le porche, est rajeunie par un nettoyage intensif opéré en 1980 et 1981. Les mascarons ornant les allèges sont également nettoyés et débarrassés des croûtes qui rendent illisibles leurs motifs. Durant l'été 2003, la polychromie des mascarons est reconstituée à partir d'étude de pigments. Les épis surmontant les lucarnes du couvrement sont dorés à niveau et la corniche reçoit sa couleur verte qu'on lui connait actuellement et qui était très probablement présente à l'origine.

### Mégamusée

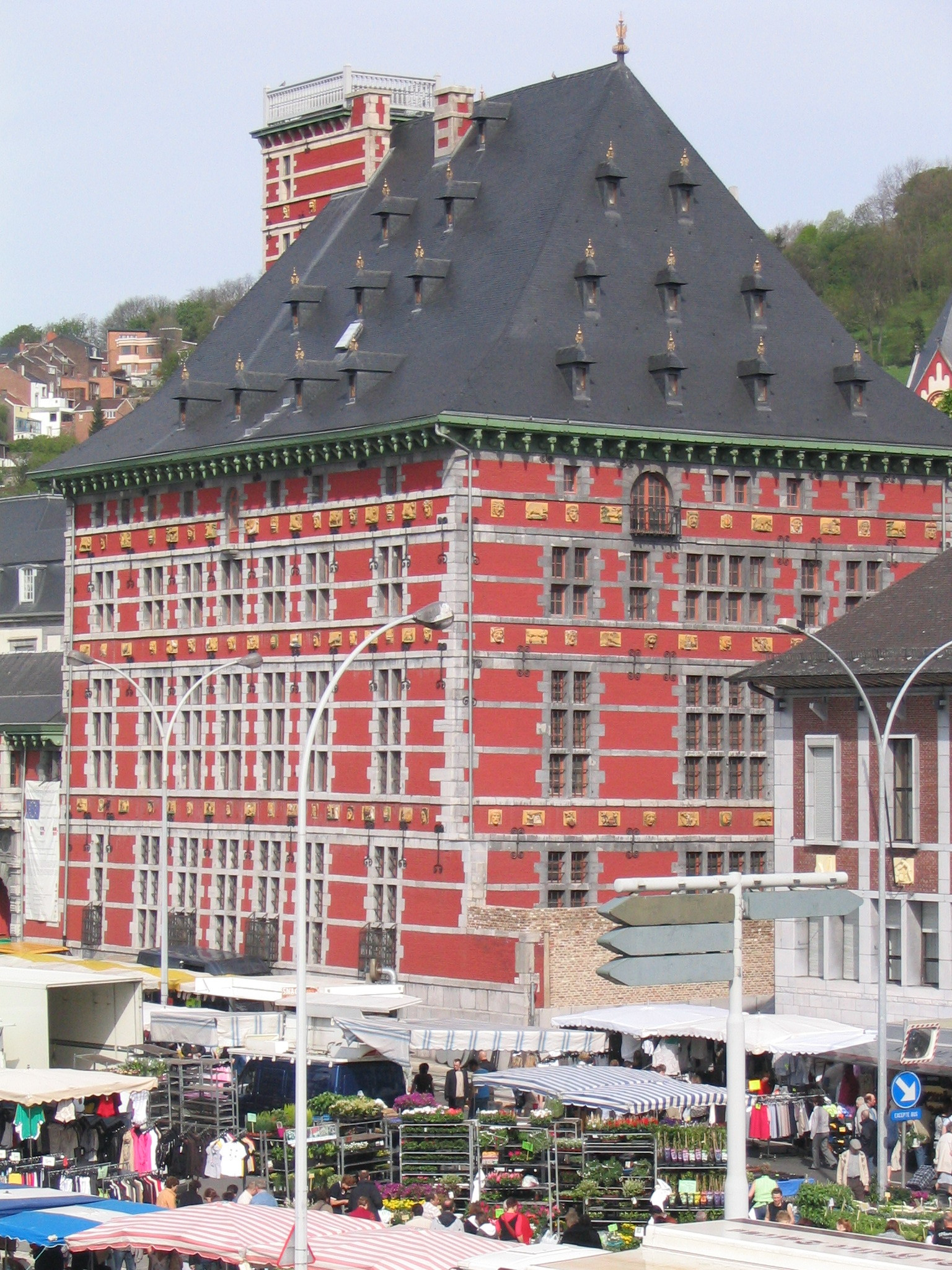
Le palais, un jour de marché hebdomadaire, aujourd'hui partie intégrante du Grand Curtius

En 1997, le projet « Mégamusée » fait scandale. La ville de Liège veut réunir tous les musées du quartier en un seul, en achetant de nombreux bâtiments anciens. Les archéologues craignent pour ces bâtiments et pour les artéfacts qu'ils abritent.

## Architecture

### Description

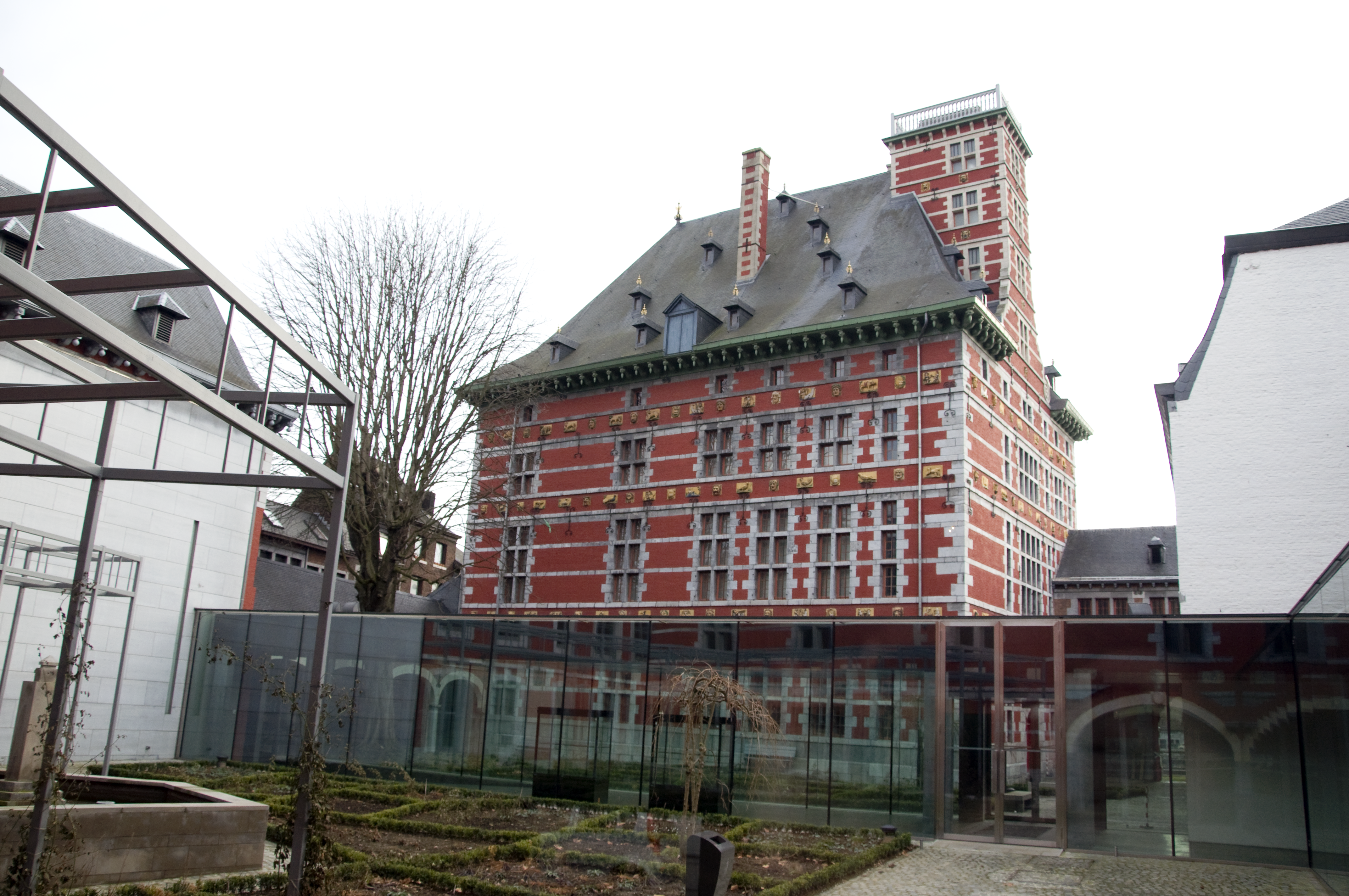
Façade arrière

Le palais Curtius est un bâtiment civil construit en briques et calcaire. Il est de plan rectangulaire et un porche est accolé à la partie Sud de la façade latérale. Le palais était accessible par deux portes situées respectivement sur les façades latérales est et ouest. Pour parvenir à ces entrées, il fallait d'abord entrer dans la cour, par le porche ou par deux entrées d'aspect identique situées en Féronstrée (l'entrée la plus utilisée à l'époque) et dans la rue de la Sirène, actuelle rue du Mont-de-Piété. Le bâtiment est limité et structuré par des chaînages. Les piédroits sont harpés. Le soubassement est relativement haut, avec un grand appareil. Les quatre façades, composées de quatre niveaux de hauteur décroissante, sont percées de baies à nombre de jours différent, avec traverses et meneaux en pierre. Entre les rangées de baies, nous trouvons des allèges ornées de mascarons en cartouche, reliefs sculptés en tuffeau et représentant des figures anthropomorphes, zoomorphes, les armoiries de la famille Curtius ou encore des scènes historiées issues de sujets religieux, de fables grecques (comme les fables de Phèdre, lesquelles venaient d'être récemment publiées) et de fabliaux médiévaux. Nous trouvons également des ancres, aboutissement métallique des tirants.
Au-dessus de la travée centrale, côté ouest, s'élève une tour de quatre niveaux, d'appareil semblable aux façades, accostée à la base par deux volutes et venant interrompre la corniche. Elle est surmontée d'une balustrade, protégeant une large terrasse avec vue sur la Meuse et sur les collines verdoyantes au Nord.
Le bâtiment est surmonté d'une haute bâtière d'ardoises à croupes et à coyau. La toiture, côté Sud, est recouverte d'ardoise et percée par 11 lucarnes à croupe et à épi, disposées d'une manière décroissante de façon à faire apparaître un plan triangulaire. À gauche de la lucarne supérieure se trouve une cheminée harpée des mêmes matériaux que les murs des façades. Le côté Est présente la même structure d'agencement des lucarnes. Les faîtages, girouettes et épis présents sur la toiture étaient dorés. 
Un porche, accolé à la façade ouest du palais, donne sur la cour intérieure. Il est surmonté d'un étage et appareillé d'une façon semblable à celle des façades du palais. Nous trouvons un portail cintré sur crossettes, appareillé en bossage un-sur-deux et surmonté d'un entablement décoré. De part et d'autre, une petite baie carrée est percée. Au-dessus du portail se trouve une bretèche encadrée par un chaînage harpée. 
Les pierres étaient soulevées et mises à leur place par un engin dit « chèvre et pincette », outil indispensable quand l'édifice prenait de la hauteur. Nous pouvons encore aujourd'hui remarquer des traces probablement dues à cette étape de la construction.

### Style

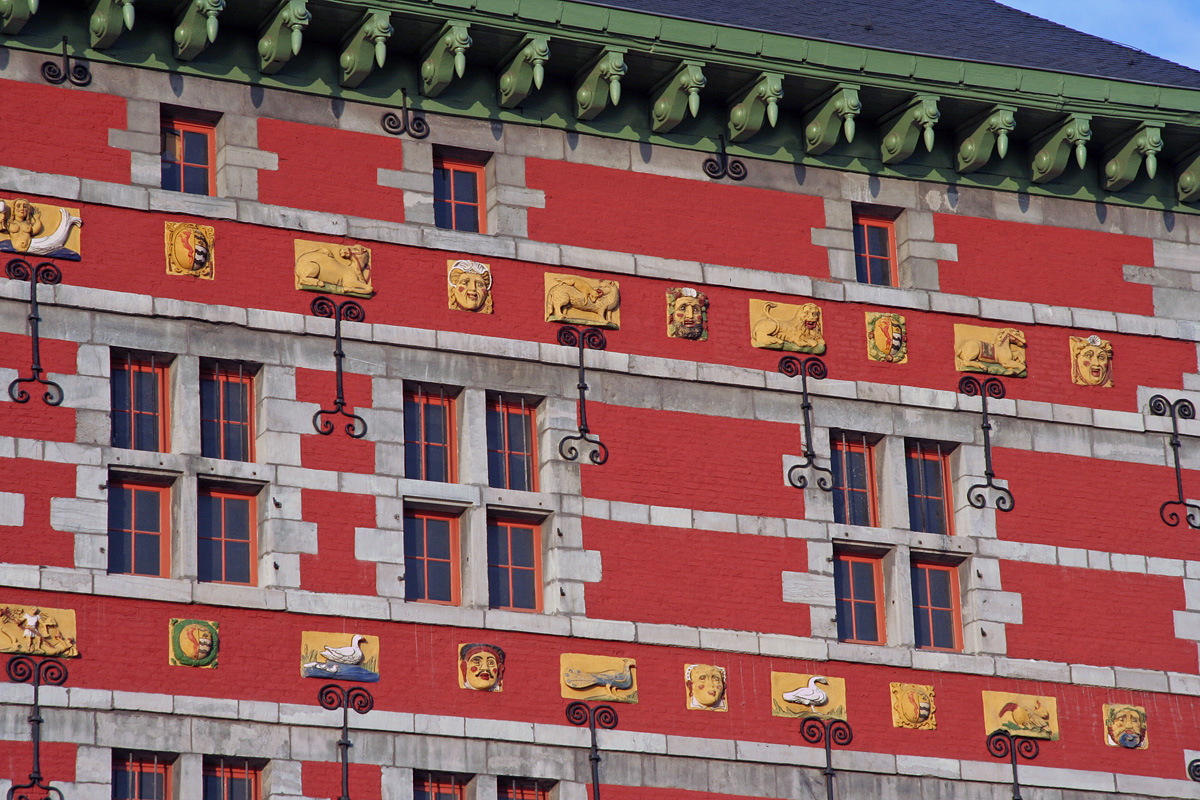
Détail de la façade

Le palais Curtius est de style mosan, et plus précisément de style Louis XIV. Le style architectural mosan est tout d'abord caractérisé par une structure traditionnelle médiévale et locale et la non-application des ordres classique.  Les caractéristiques formelles strictes du gothique sont abandonnées, mais le style n'est toutefois pas influencé par l'architecture italienne, pourtant très à la mode à l'époque.  L'art architectural mosan n'a pas d'inventeur. Il est né d'une réflexion sur les maisons en pans de bois que les charpentiers voulaient rendre plus solides et incombustibles. On a remplacé le bois par des pierres équarries qui accroissent la résistance et doté les baies de meneaux similaires à ceux de la deuxième période de la Renaissance française.  Il est caractérisé par l'emploi alterné de brique et de pierre et par les chaînes de pierre autour des baies et aux angles. Les pierres utilisées étaient la plupart du temps des blocs standardisés. Les cordons sont des éléments caractéristiques également. Ils sont des repères précieux concernant la hauteur et donnent une impression d'horizontalité et de longueur aux façades, compensant ainsi l'impression inverse due à l'étroitesse des fenêtres. La présence de baies d'imposte est souvent remarquée, façon simple d'éclairer le couloir d'entrée. Le palais Curtius est remarquable par ses allèges ornées de mascarons variés. Ces pierres en relief insérées dans les trumeaux en brique sont repérables sur maints édifices de style mosan. Le style mosan était également très favorable d'un point de vue défensif, car il était aisé d'encrer solidement des barreaux de fer résistants dans le calcaire pour protéger les baies des éventuels brigands. Le style sera ensuite remplacé par le style Louis XIII.

### Galerie

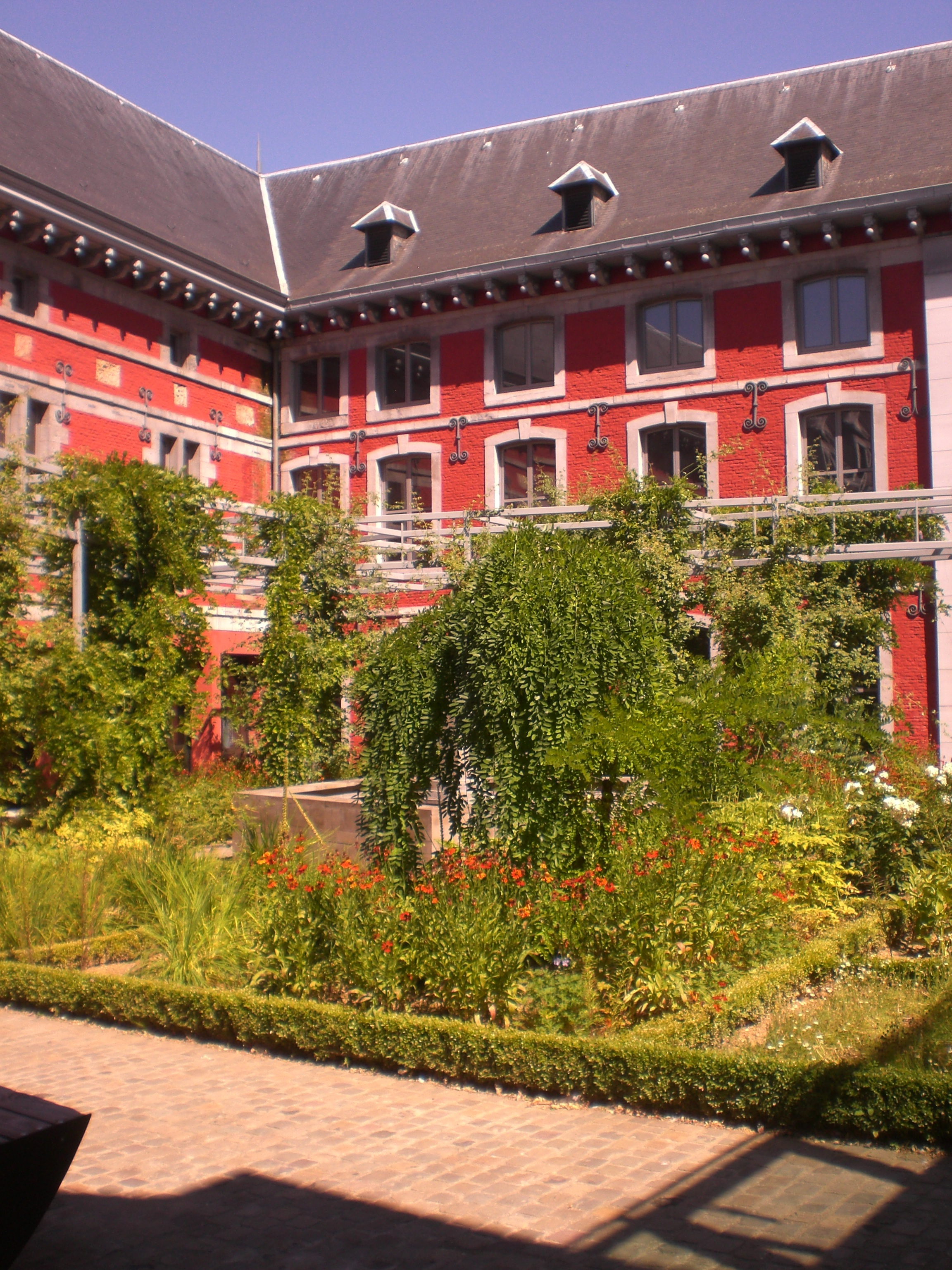
Cour centrale du Palais
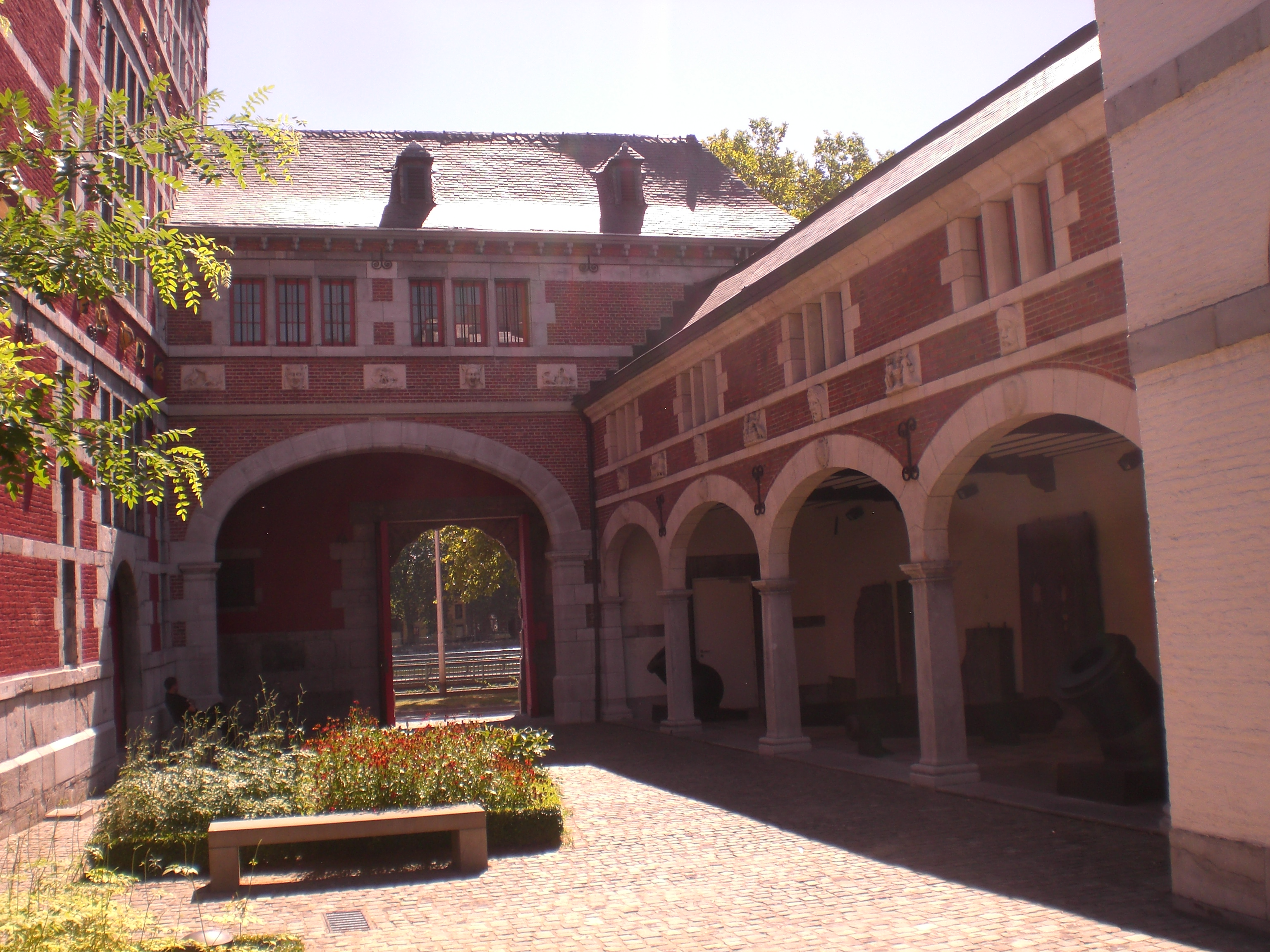
Porche du Palais Curtius

#### Articles
- Eugène Polain, « Hôtel Curtius », Chronique archéologique du pays de Liège, t. II, no 3,‎ mars 1907, p. 36 (lire en ligne)
- Eugène Polain, « Hôtel Curtius », Chronique archéologique du pays de Liège, t. II, no 7,‎ juillet 1907, p. 56 (lire en ligne)
- Eugène Polain, « Maison Curtius », Chronique archéologique du pays de Liège, t. II, no 12,‎ décembre 1907, p. 120 (lire en ligne)
- « Maison Curtius », Chronique archéologique du pays de Liège, t. III, no 5,‎ mai 1908, p. 48 (lire en ligne)
- « Maison Curtius », Chronique archéologique du pays de Liège, t. III, no 6,‎ juin 1908, p. 60 (lire en ligne)
- Eugène Polain, « Maison Curtius », Chronique archéologique du pays de Liège, t. III, no 9,‎ septembre 1908, p. 84 (lire en ligne)
- « À la Maison Curtius », Chronique archéologique du pays de Liège, t. V, no 10,‎ octobre 1910, p. 111-113 (lire en ligne)
- « Maison Curtius », Chronique archéologique du pays de Liège, t. VI, no 10,‎ octobre 1911, p. 110 (lire en ligne)
- « À la Maison Curtius », Chronique archéologique du pays de Liège, t. VI, no 11,‎ novembre 1911, p. 120 (lire en ligne)
- « À la Maison Curtius », Chronique archéologique du pays de Liège, t. VII, no 2,‎ février 1912, p. 24 (lire en ligne)
- « À la Maison Curtius », Chronique archéologique du pays de Liège, t. VII, no 4,‎ avril 1912, p. 56-57 (lire en ligne)
- Eugène Polain, « Le jardin de la maison Curtius », Chronique archéologique du pays de Liège, t. X, no 5,‎ octobre 1919, p. 61-62 (lire en ligne)
- Albert Dandoy, « Les origines du palais Curtius. », Bulletin de la société royale Le Vieux-Liège, t. V, no 120,‎ 1958, p. 205-217 (ISSN 0776-1309)
- Albert Dandoy, « Le palais Curtius. Le témoignage de Philippe de Hurges. », Bulletin de la société royale Le Vieux-Liège, t. V, no 122,‎ 1958, p. 257-288 (ISSN 0776-1309)
- René Jans, « La division du palais Curtius en 1627 », Bulletin de l'institut archéologique liégeois, Liège, t. LXXXIV,‎ 1972, p. 159-164 (ISSN 0776-1260, lire en ligne)
- Patrick Hoffsummer, « La charpente de la maison Curtius et son analyse dendochronologique », Bulletin de l'institut archéologique liégeois, Liège, t. XCVIII,‎ 1986, p. 291-303 (ISSN 0776-1260)